# Villecourt
Villecourt is een gemeente in het Franse departement Somme (regio Hauts-de-France) en telt 61 inwoners (2009). De plaats maakt deel uit van het arrondissement Péronne.

## Geografie
De oppervlakte van Villecourt bedraagt 2,2 km², de bevolkingsdichtheid is dus 27,7 inwoners per km².
De onderstaande kaart toont de ligging van Villecourt met de belangrijkste infrastructuur en aangrenzende gemeenten.

## Demografie
Onderstaande figuur toont het verloop van het inwonertal (bron: INSEE-tellingen).

## Externe links

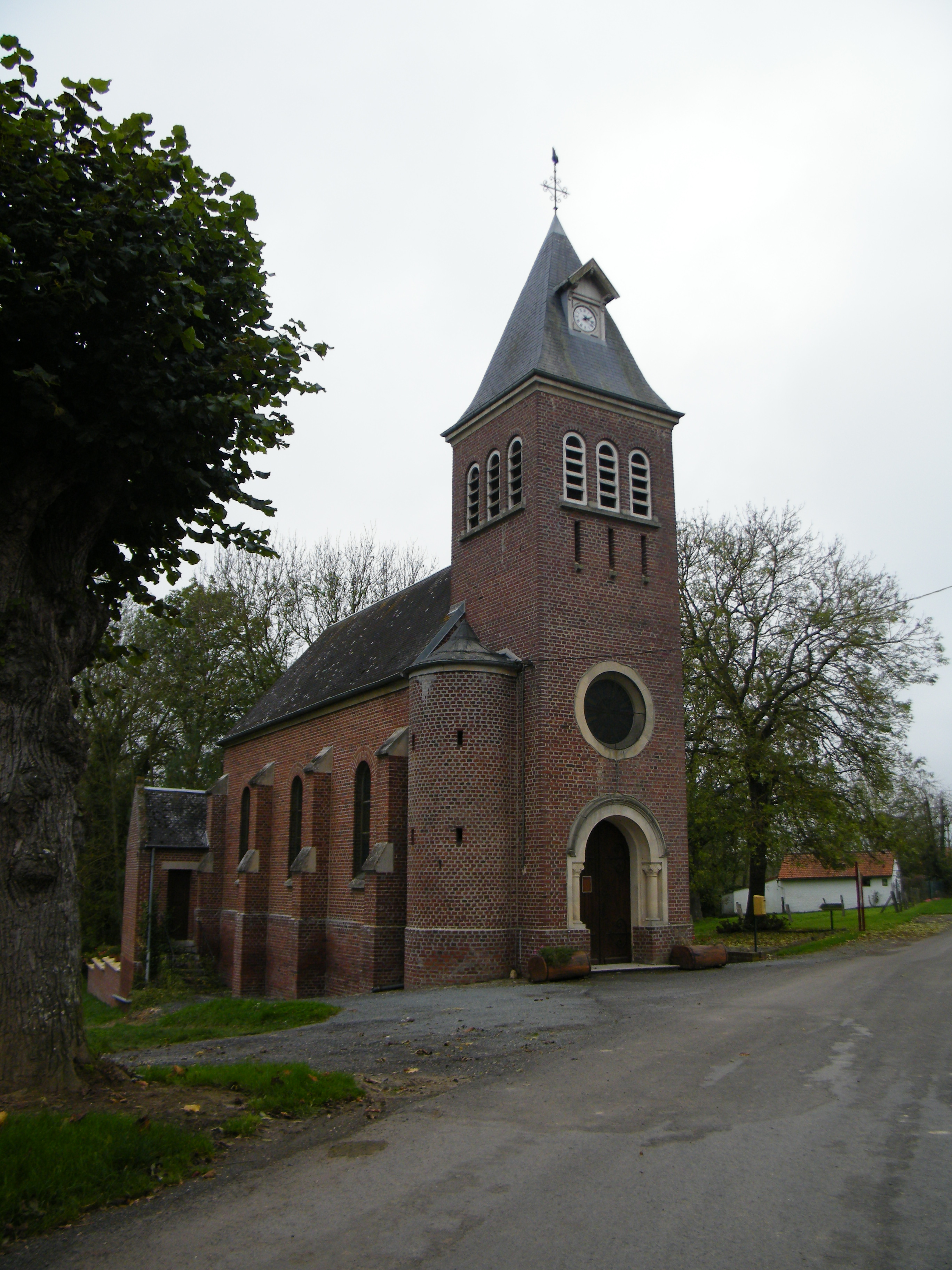
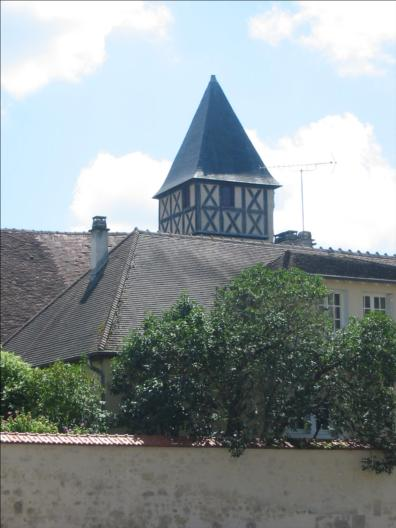
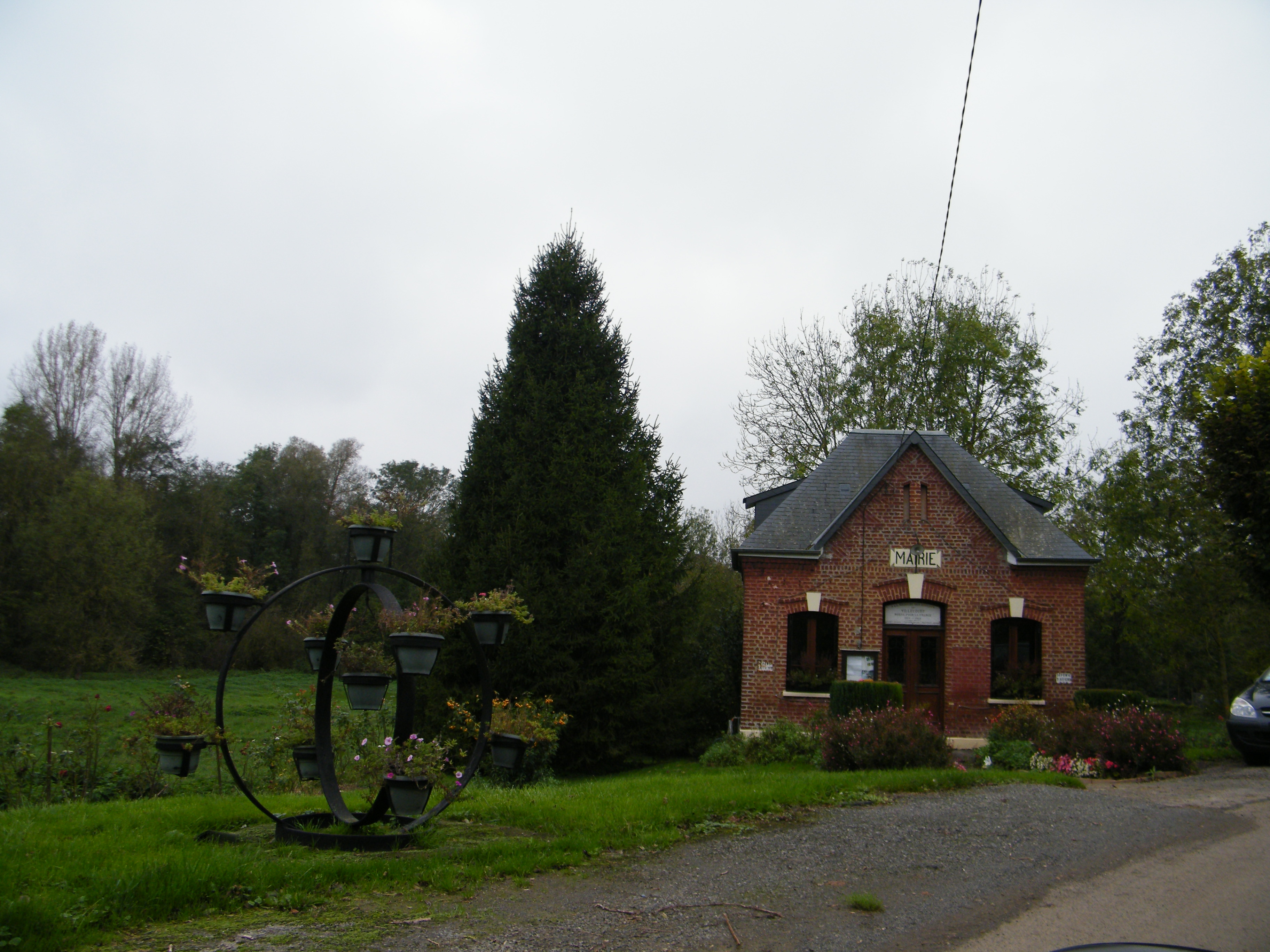